# Antal Bartal

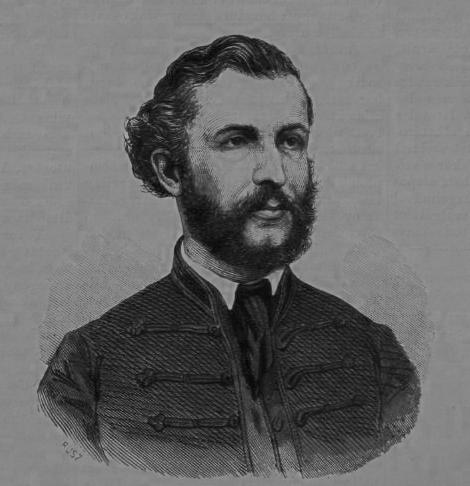
Antal Bartal in 1872

Antal Bartal, volgens de Hongaarse naamgeving Bartal Antal, (Banská Bystrica, 24 april 1829 - Dunaharaszti, 6 september 1909) was een Hongaars lexicograaf en filoloog. Hij was lid van de Hongaarse Academie van Wetenschappen.

## Leven
Bartal studeerde achtereenvolgens aan de Universiteit van Boedapest en aan de Universiteit van Wenen. Vanaf 1856 gaf hij les in Oezjhorod en in 1858 werd hij leraar Latijn en Grieks aan het katholieke lyceum van Boedapest. Van 1871 tot 1890 was hij directeur van de lerarenopleiding in het gymnasium. In 1873 werd hij aanvaard als corresponderend lid van de Hongaarse Academie van Wetenschappen en in 1898 werd hij volwaardig lid. Bij zijn pensionering in 1890 kreeg hij de eretitel "koninklijk raadgever" (királyi tanácsos). Hij bracht de rest van zijn leven in Dunaharaszti door.

## Werk
Bartal stond aan de basis van het eerste Hongaarse tijdschrift voor klassieke filologie, maar bij gebrek aan interesse werd dit tijdschrift slechts twee jaar lang (van 1870 tot 1871) uitgegeven. Samen met Károly Malmosi schreef hij een reeks handboeken voor het onderwijs van het Latijn. Hij verdiepte zich bovendien in de opkomende vergelijkende taalkunde, waarover hij een inleiding schreef. Ten slotte vertaalde hij ook talrijke Latijnse werken in het Hongaars, waaronder die van Herodotus, Horatius, Livius en Sallustius.
Het meest bekend is Bartal vandaag voor zijn woordenboek van het Latijn zoals dat in Hongarije gebruikt werd. Dit woordenboek werd onder meer in de Rijksdag gebruikt; in het veeltalige Koninkrijk Hongarije werd als compromis immers vaak het Latijn gebruikt.